# Il corriere dello zar
Il corriere dello zar (Der Kurier des Zaren o Michel Strogoff. Le Courrier du tzar) è un film del 1936 diretto e prodotto da Richard Eichberg.
La parte di Michele Strogoff è affidata ad Adolf Wohlbrück che sostenne lo stesso ruolo in Michel Strogoff di Jacques de Baroncelli (1935) e in Michele Strogoff di George Nichols Jr. (1937).

## Produzione
Il film fu prodotto da Les Productions Joseph N. Ermolieff (Paris), Eichberg-Ermolieff Produktion GmbH (Berlin + Paris) in associazione con Société des Films Sonores Tobis (Paris).

## Distribuzione
Distribuito dalla Tobis-Filmverleih, il film uscì nelle sale cinematografiche tedesche nel febbraio 1936: fu presentato a Stettino il 7 febbraio, a Berlino il 17 febbraio con il titolo originale Der Kurier des Zaren. In Austria, prese il titolo di Michael Strogoff, der Kurier des Zaren, distribuito dalla Tobis-Sascha Film-Vertrieb.